# Joleon Lescott
Joleon Patrick Lescott (Birmingham, 16 augustus 1982) is een Engels voetballer. Zijn vier jaar oudere broer Aaron Lescott speelde onder meer in de Championship.

## Clubcarrière
Lescott kwam uit de eigen jeugd van Wolverhampton Wanderers en haalde daar het eerste elftal. Nadat de club was gepromoveerd en direct weer gedegradeerd, werd Lescott genoemd in het team van het jaar in het Championship. Vervolgens vertrok hij naar Everton. Bij deze club brak hij definitief door en haalde hij ook het nationale team. Met die club stond hij op 30 mei 2009 in de finale van de strijd om de FA Cup. Daarin verloor de ploeg van trainer-coach David Moyes met 2-1 van Chelsea door goals van Didier Drogba en Frank Lampard.
In de zomer van 2009 wilde Lescott een stap hogerop en kondigde hij aan weg te willen bij Everton. Dit werd in eerste instantie geweigerd door Everton, maar na nieuwe pogingen van City vond de transfer toch plaats. De club uit Manchester betaalde ongeveer 25 miljoen euro voor Lescott.

### Statistieken
| Seizoen | Club                    | Land                 | Competitie     | Duels | Doelp. |
| ------- | ----------------------- | -------------------- | -------------- | ----- | ------ |
| 2001/02 | Wolverhampton Wanderers | Vlag van Engeland    | First Division | 44    | 5      |
| 2002/03 | Wolverhampton Wanderers | Vlag van Engeland    | First Division | 44    | 1      |
| 2003/04 | Wolverhampton Wanderers | Vlag van Engeland    | Premier League | 0     | 0      |
| 2004/05 | Wolverhampton Wanderers | Vlag van Engeland    | Championship   | 41    | 4      |
| 2005/06 | Wolverhampton Wanderers | Vlag van Engeland    | Championship   | 46    | 1      |
| 2006/07 | Everton FC              | Vlag van Engeland    | Premier League | 38    | 2      |
| 2007/08 | Everton FC              | Vlag van Engeland    | Premier League | 38    | 8      |
| 2008/09 | Everton FC              | Vlag van Engeland    | Premier League | 36    | 4      |
| 2009/10 | Manchester City         | Vlag van Engeland    | Premier League | 19    | 1      |
| 2010/11 | Manchester City         | Vlag van Engeland    | Premier League | 22    | 3      |
| 2011/12 | Manchester City         | Vlag van Engeland    | Premier League | 31    | 2      |
| 2012/13 | Manchester City         | Vlag van Engeland    | Premier League | 26    | 1      |
| 2013/14 | Manchester City         | Vlag van Engeland    | Premier League | 10    | 0      |
| 2014/15 | West Bromwich Albion    | Vlag van Engeland    | Premier League | 36    | 1      |
| 2015/16 | Aston Villa             | Vlag van Engeland    | Premier League | 30    | 1      |
| 2016/17 | AEK Athene              | Vlag van Griekenland | Super League   | 4     | 0      |
| 2016/17 | Sunderland AFC          | Vlag van Engeland    | Premier League | 2     | 0      |
| Totaal  | Totaal                  | Totaal               | Totaal         | 467   | 34     |

## Interlandcarrière
Lescott doorliep verschillende jeugdelftallen van Engeland. Op zaterdag 13 oktober 2007 maakte hij zijn debuut in het nationale elftal, in een EK-kwalificatiewedstrijd tegen Estland. Hij trad in dat duel in de rust aan als vervanger van Rio Ferdinand. Engeland won het duel met 3-0 door treffers van Shaun Wright-Phillips, Wayne Rooney en Taavi Rähn (eigen doelpunt). Lescott maakte zijn eerste interlandtreffer op maandag 11 juni 2012, in de EK-groepswedstrijd tegen Frankrijk (1-1), toen hij na dertig minuten raak kopte na een voorzet van aanvoerder Steven Gerrard. De ploeg van bondscoach Roy Hodgson werd in de kwartfinales na strafschoppen (2-4) uitgeschakeld door Italië.

## Erelijst
| Kampioen Premier League | 2x | 2011/12, 2013/14 |
| FA Cup                  | 1x | 2010/11          |
| League Cup              | 1x | 2013/14          |